# Nenzel
Nenzel is een plaats (village) in de Amerikaanse staat Nebraska, en valt bestuurlijk gezien onder Cherry County.

## Demografie
Bij de volkstelling in 2000 werd het aantal inwoners vastgesteld op 13.

## Geografie
Volgens het United States Census Bureau beslaat de plaats een oppervlakte van
0,8 km², geheel bestaande uit land.

## Plaatsen in de nabije omgeving
De onderstaande figuur toont nabijgelegen plaatsen in een straal van 32 km rond Nenzel.